# Gath (revue de littérature gaélique)
Gath (« Le Rayon ») est le nom d'une revue semestrielle de littérature en gaélique écossais, publiée par Gath Earranta entre 2003 et 2008. Afin de remplacer la revue Gairm, qui avait été abandonnée, une première édition de Gath a vu le jour en août 2003. Chaque édition contenait des nouvelles, des essais et de la poésie. Plus de 500 nouvelles ont été publiées. La revue était financée par le Bòrd na Gàidhlig (bureau du gaélique, organe exécutif chargé du respect de la langue). Parmi les auteurs publiés, on compte Crìsdean Whyte, Aonghas Phàdraig Caimbeul, Maoilios Caimbeul, Meg Bateman, Aonghas Dubh MacNeacail, Iain Moireach, Alison Lang, Moray Watson, Rob Shirley, Fionnlagh MacLeoid, Gregor Addison et Eilidh Rosach. Les éditeurs de la revue étaient Dòmhnall E. Meek, Jo NicDhomhnaill et Richard Cox.
Le titre de la revue évoque la clarté, l'inspiration ou l'éclat:  en gaélique écossais, un « gath na grèine » est un rayon de soleil.